# Канифольный (Удмуртия)
Канифольный — поселок в Якшур-Бодьинском районе Удмуртской республики.

## География
Находится в центральной части Удмуртии на расстоянии приблизительно 10 км на юг по прямой от районного центра села Якшур-Бодья рядом с автомобильной дорогой Ижевск-Глазов.

## История
Известен с 1939 года как Детский дом, позже поселок детдом, с 1971 поселок Канифольный. Здесь находится «Канифольный детский дом-интернат для умственно отсталых детей». До 2021 год входил в состав Селычинского сельского поселения.

## Население
Постоянное население составляло: 491 человек в 2002 году (русские 48 %, удмурты 33 %), 458 в 2012.